# CMSimple
CMSimple — простая в использовании, бесплатная CMS. Написана на PHP. Не использует базы данных, запись идёт непосредственно в html-файл на сервере. Файлы конфигурации и языковые файлы сохраняются в текстовом формате. CMSimple позиционируется как инструмент для создания небольших личных или коммерческих сайтов, сайтов-визиток. Максимальный рекомендуемый объём сайта — до 1 тысячи текстовых страниц по 2000 символов.
Благодаря такому плагину, как RealBlog в CMSimple ограничение на объем сайта и количество страниц стало не таким жестким. Плагин RealBlog_XH для CMSimple_XH, основанный на SQlite 3 позволил работать с десятками тысяч статей.
15 декабря 2017 года вышла новая версия CMSimple 4.7.3.
21 декабря 2017 года вышла новая версия CMSimple_XH 1.7.2.

## История
Источник информации: История от Hartmut Keil на немецком языке.
- Год 1999-й. Датчанин Питер Андреас Хартег  (далее Peter Andreas Harteg) начал программировать минималистичную систему управления контентом для своих друзей - сначала на Perl, затем на PHP.
- 10 апреля 2003 года он выпустил свою систему под названием "CMSimple 1.0". Она содержала только 20 КБ (!) программного кода. CMSimple можно было использовать бесплатно, если вы добавляли видимую ссылку на сайт P.Harteg. Если вы не хотели этого делать, вы должны были получить лицензию.
- Оригинальная CMSimple сохраняла все страницы веб-сайта в одном текстовом HTML-файле (файловом, плоском). Из шести уровней заголовков, представленных в HTML, Peter Harteg зарезервировал первые три для разделения веб-сайта на отдельные страницы, оставив только оставшиеся три для обычных заголовков на странице содержимого. Программное обеспечение было простым и не требовало базы данных. Установка на веб-сервере состояла только из загрузки CMS и файла содержимого, и, возможно, назначения разрешений на запись.
- 2006 год P.Harteg позволяет другим разработчикам развивать CMSimple с адаптированным именем («CMSimple, нижнее подчеркивание и дополнительное имя»).
- Небольшой группой энтузиастов CMSimple началась разработка CMSimple_XH с расширенными возможностями, например, каждая страница может иметь уникальные мета-тэги (title, description, keywords, robots) без использования скриптинга, каждой странице можно задать свой уникальный шаблон дизайна, публикацию любой страницы можно отключать и включать, заголовок страницы может не совпадать с названием пункта меню, указывающего на эту страницу, можно легко реализовывать аккуратные новостные блоки, отображаемые отдельно от основного текста, встроенный загрузчик плагинов облегчает их подключение к системе CMSimple-XH и так далее. Существует встроенная проверка внешних и внутренних ссылок сайта на «битость».  В декабре 2009 года они выпустили "CMSimple_XH 1.0".
- 01.01.2010 P.Harteg разместил CMSimple под лицензией GPL3, которая отменила обязательство по ссылке на его сайт. В том же году, выпустив версию CMSimple 3.3, Peter Harteg прекратил свои обязательства по поддержке CMSimple.
- 2010 год группа энтузиастов выпускает CMSimple_XH 1.2 utf-8. Кодировка по умолчанию - UTF-8. Это позволило существенно облегчить выпуск сайтов на национальных языках.
- 2011 год. Выпущена CMSimple_XH 1.5 - файлы конфигурации и языка были расширены.
- 2012 год. Peter Harteg выпускает последнюю версию CMSimple 3.4, которая устраняет некоторые проблемы с безопасностью. Эта версия считается "классической CMSimple" (CMSimple Classic). Позднее, другой разработчик, Preben Bjorn Biermann Madsen выпустил обновленную «CMSimple classic», постепенно доведя версию до 3.54.
- 2012 год. На базе кода CMSimple_XH 1.5.3 Герт Эберсбах выпускает свою бета-версию Fork CMSimpleCoAuthors, которая позже переименовывается в CMSimpleSubsites. Эта версия отличается возможностями совместной работы над сайтом нескольких авторов и создания нескольких сайтов на одном движке. Герт Эберсбах выпускает несколько красивых шаблонов под свою версию системы и покидает команду разработчиков CMSimple_XH.
- Разработчик CMSimple Peter Harteg продает все права (на код, бренд CMSimple и домены) Герту Эберсбаху.
- Герт Эберсбах архивирует исходный код CMSimple 3.4 с примечанием «Заброшенное развитие», а CMSimpleSubsites переименовывается в CMSimple 4.0.
- В связи с этим официальный сайт проекта CMSimple_XH перенесен на . Форум остался по старому адресу .
- 2013 год. Выпущен CMSimple_XH 1.6. С версией 1.6 сделан переход XH на новую базу кода в соответствии с современными стандартами. Большие части кода организованы в классы, что позволило автоматизировать тестирование и облегчило повторное использование кода. Полная реструктуризация была подчинена требованию обратной совместимости, которая может быть реализована практически без исключения.
- 2013 год. Текущий разработчик CMSimple 4.X.X Герт Эберсбах делает свои плагины и шаблоны платными для коммерческих сайтов. Совместимость CMSimple 4.X.X и CMSimple_XH 1.X.X по шаблонам и плагинам далее не гарантируются.
- 21.12.2017 Выпущена версия CMSimple_XH 1.7.2 в которой удалены существенные ограничения системы. Наиболее важным и ярким изменением в этой версии является новое разделение страниц. Сочетание заголовков и структуры меню больше не требуется. Теперь все заголовки (H1-H6) можно использовать в контенте. Это означает, что теперь возможна SEO-совместимая структура заголовков (без дополнительных обходных решений).

## Особенности
- всё содержимое сайта в CMSimple_XH 1.6 и выше содержится в одном файле content.htm, возможно редактирование напрямую, хотя есть удобный менеджер страниц.
- всё содержимое сайта в CMSimple 4.X.X содержится в файле content.php, а особенности оформления в файле pagedata.php, поэтому редактирование возможно только через менеджер страниц, иначе нарушается синхронизация файлов;
- предельно простая установка: достаточно загрузить файлы дистрибутива на сервер;
- большое количество шаблонов;
- Встроенный WYSIWYG-редактор;
- подключаемые плагины;
- возможность создания многоязычных сайтов;
- наличие русского перевода.